# Венелин Начев
Венелин Д. Начев е български политик от БКП, кмет на Дупница.

## Биография
Венелин Начев е роден през 1923 година в Дупница. Член е на БКП и от 1951 година е кмет на Дупница. През мандата му са пуснати в експлоатация градските стадион „Бончук“ и хлебозавод, а тържествено е открит и паметник на Станке Димитров на централния площад „Коста Петров“. Подготвя се и нов проект за градска поща. Венелин Начев остава кмет до 1960 година, а умира през 1979 година. Играе дълги години за отбора на „Марек“ гр. Дупница.